# Zygophylax adhaerens
Zygophylax adhaerens is een hydroïdpoliep uit de familie Lafoeidae. De poliep komt uit het geslacht Zygophylax. Zygophylax adhaerens werd in 1938 voor het eerst wetenschappelijk beschreven door Fraser. 